# Вальтер, Бенно
Бенно Вальтер (нем. Benno Walter; 17 июня 1847, Мюнхен — 23 октября 1901, Констанц) — немецкий скрипач, 	
музыкальный педагог. Двоюродный дядя и учитель Рихарда Штрауса.

## Биография
Сын музыканта-любителя. Концертировал с детских лет, в восьмилетнем возрасте совершил первый гастрольный тур по Баварии. Окончил Мюнхенскую консерваторию, но, по мнению современников, своим искусством был обязан преимущественно самому себе. С 1862 г. стажёр в оркестре Мюнхенского придворного театра, с 1864 г. оркестрант на полной ставке, с 1870 г. концертмейстер (по случаю назначения получил от короля Людвига скрипку Страдивари). В 1875 г. заменил своего умершего старшего брата Йозефа Вальтера во главе струнного квартета и до конца жизни выступал с этим коллективом (вторая скрипка — Франц Брюкнер, затем Михаэль Штайгер; альт — Антон Томс, затем Людвиг Фольнхальс; виолончель — Ипполит Мюллер, после его смерти Гануш Виган, с 1888 г. Франц Беннат); играл также в составе фортепианного трио с пианистом Хансом Бусмайером и виолончелистом Карлом Эбнером. Был дружен с Рихардом Вагнером, в 1882 г. исполнял скрипичные соло при первом представлении оперы Вагнера «Парсифаль» в Байройте.
В 1872 г. начал заниматься музыкой со своим 8-летним двоюродным племянником Рихардом Штраусом. В дальнейшем Штраус посвятил Вальтеру свой концерт для скрипки с оркестром ре минор; Вальтер и Штраус вдвоём (в переложении для скрипки и фортепиано) исполнили его впервые в 1882 году, а 4 марта 1890 года Вальтер же солировал на оркестровой премьере в Кёльне (дирижёр Франц Вюльнер). Квартет Вальтера также впервые исполнил 14 марта 1881 года струнный квартет Штрауса Op. 2, посвящённый коллективу. Вальтеру посвящена, кроме того, соната для скрипки и фортепиано Адольфа Зандбергера Op, 10 (1892).